# Атака (партија)
Атака (буг. Атака) је националистичка политичка партија у Бугарској. Њен председник је Волен Сидеров.

## Оснивање странке
У почетку 2005. године коалиција АТАКА вуче корене из три политичке организације: Национални покрет за спасење Отаџбине (Национално движение за спасение на отечеството), Бугарска национал-патриотска странка (Българска национално-патриотична партия) и Савез патриотских снага и резервних војних бранитеља-ОДБРАНА (Съюз на патриотичните сили и воините от запаса — Защита). Њих је ујединио Волен Сидеров у једну политичку организацију под именом коалиција АТАКА (напад).
На концу 2005. године ове три странке су напустили коалицију, а 2006. је основана странка Национален съюз Атака.

## Активности
АТАКА за свој програм узима 20 националних принципа која обухвата национализам и фундаментално хришћанско православље.
Постоје различита мишљења о томе где треба ставити странку у политички спектар: према већини научника она је екстремно десна, према другим екстремним левицама или синтеза левице и деснице. АТАКА се не сврстава ни на десницу ни на левицу, већ је званичан став странке: Ни лево, ни десно, већ Бугарска!. Странка се залаже да Православна црква постане државна религија, да земља иступи из ЕУ и НАТО, да се прекине са међународним интеграцијама.
АТАКА се противи глобализацији, те је тако стекла пријатеља међу многим европским националистима. Она сарађује са Српском радикалном странком, Слободарском партијом Аустрије, Националним фронтом Француске, Швајцарском народном партијом, као и многим другим сличним странкама.
АТАКА критикује власт Бугарске да пружа велике привилегије националним мањинама у земљи, те да тако отвара могућност за сепаратизам. Такође АТАКА критикује власт за огромну корупцију на коју стално указује Европска комисија која блокира финансије Бугарској због тога.
АТАКА је посебно нетрпељива према турској мањини, па је тако Волен Сидеров на митингу против регионализације Бугарске 2006. изјавио: Бугарска још увек није слободна, она је и даље окупирана од стране турске управе! Странка хоће укинути вести на турском езику по бугарској националној телевизији у 17:00. Исте године АТАКА је покренула акцију за координисан рад патриотских и националних удружења у Бугарској под именом Покрет за право и слободу, организујући широм земље митинге против изградње америчких војних база на територији Бугарске.
На изборима 2005, АТАКА је освојила 9% гласова што јој је дало 21 од 250 места у бугарском парламенту.
На председничким изборима 2006. године кандидат АТАКА-е Волен Сидеров освојио је прво место освојивши близу 20% гласова, али је у другом кругу изгубио, освајући 649387, или 24,1% гласова.
АТАКА је 3. марта 2009. организовала митинг у знак обележавања ослобођења Бугарске од Османског царства, на којем је присуствовало близу 10 хиљада људи.
На европским изборима 2009. године АТАКА је освојила 364197 или 14,4% гласова и два места у ЕП. На изборима за ЕП, странка је формирала савез Заједно за Бугарску! проистеклу из Покрета за право и слободу.
АТАКА под својом контролом има неколико медија у Бугарској, али главни је РТВ СКАТ. Ту телевизију власти Бугарске не дозвољавају на многим кабловским оператерима, иако је СКАТ међу прве три најгледаније ТВ станице у земљи.
Мејнстрим медији АТАКА-у називају ксенофобичном, профашистичком и антиевропском странком екстремне деснице. Присталице и чланови АТАКА-е себе називају бугарским патриотама и православним националистима.
АТАКА је једина подигла глас против независности Косова и Метохије, пружајући подршку православној српској браћи од стране Волена Сидерова.
Странка Волена Сидерова је на изборима за парламент 2009. године добила 21 посланичко место, од укупно 240
АТАКА је на изборима 2013. године — 23 места.